# Зетя
Зетя (рум. Zetea) — село у повіті Харгіта в Румунії. Адміністративний центр комуни Зетя.
Село розташоване на відстані 224 км на північ від Бухареста, 33 км на захід від М'єркуря-Чука, 141 км на схід від Клуж-Напоки, 83 км на північ від Брашова.

## Населення
За даними перепису населення 2002 року у селі проживали 4473 особи.
Національний склад населення села:
| Національність | Кількість осіб | Відсоток |
| -------------- | -------------- | -------- |
| угорці         | 4457           | 99,6%    |
| румуни         | 16             | 0,4%     |

Рідною мовою назвали:
| Мова      | Кількість осіб | Відсоток |
| --------- | -------------- | -------- |
| угорська  | 4459           | 99,7%    |
| румунська | 14             | 0,3%     |